# 1940年4月22日月食
1940年4月22日月食为一次在协调世界时1940年4月22日出現的半影月食。該次月食半影食分為0.893、全影食分為-0.089。

## 概述
這次月食的食分是14.00。

## 基本參數
- 類型：半影月食
- 食甚資料：
  - 日期：1940年4月22日
  - 時間：4:26
  - 月球位置：赤經14.00度、赤緯-11.1度
  - 食分：半影食分：0.893、全影食分：-0.089

## 外部連結
- NASA月食專頁（页面存档备份，存于）（英文）